# Michael Lucas
Michael Lucas, także Andrei Treivas Bregman (ur. 10 marca 1972 w Moskwie) – rosyjsko–amerykańsko–izraelski aktor, reżyser i producent filmów pornograficznych, a także filmów dokumentalnych, przedsiębiorca/CEO nowojorskiego studia filmowego Lucas Entertainment, felietonista „The Advocate”, „The Huffington Post” i „Pink News”.

## Wczesne lata
Urodził się i dorastał w Moskwie jako syn Eleny Treivas, nauczycielki literatury rosyjskiej, i Lwa Bregmana, inżyniera. Wychował się w świeckiej rodzinie żydowskiej.
W 1994 uzyskał dyplom z prawa w Kutafin Moscow State Law University (MSAL). Po ukończeniu studiów przez krótki czas był właścicielem biura podróży aż do 30 maja 1995, kiedy opuścił Rosję.

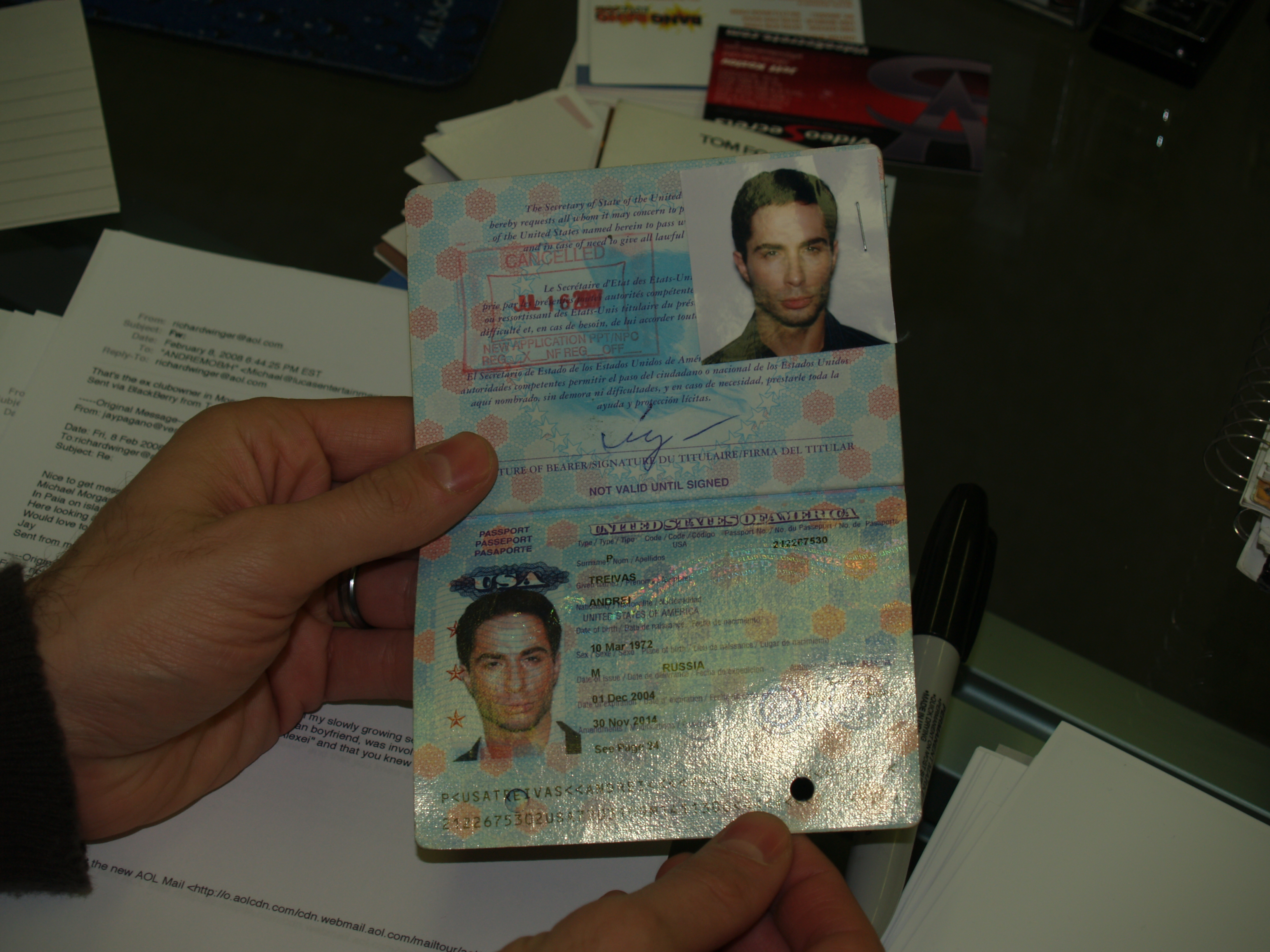
Amerykański paszport Lucasa.

## Kariera
Przeniósł się do Monachium w Niemczech, gdzie rozpoczął swoją karierę w branży filmów dla dorosłych od występu w niemieckim heteroseksualnym filmie pornograficznym. Potem przez najbliższe dwa lata osiedlił się we Francji, gdzie pracował pod kierunkiem francuskiego reżysera Jeana-Daniela Cadinota.
W 1997 wyjechał do Nowego Jorku, gdzie zajmował się modelingiem w negliżu oraz prostytucją. W 1998 założył własne studio filmowe Lucas Entertainment, którego nazwa pochodziła od przybranego przez niego pseudonimu artystycznego: Michael Lucas. Zlokalizował je w Nowym Jorku za pieniądze, które zarobił z prostytucji. Studio swoją działalność otworzyło w 2004, a Lucas zaczął reżyserować i produkować filmy, często również w nich występując. 12 listopada 2004 posiadł obywatelstwo amerykańskie.
W 2004 amerykański fotograf Timothy Greenfield-Sanders opublikował książkę XXX: 30 Porn Star Photographs z 30. gwiazdami porno, które były fotografowane w strojach i nago i zrealizował film dokumentalny HBO Thinking XXX, gdzie jednym z jego modeli był Michael Lucas. Portrety książki zostały zaprezentowane w kwietniu 2005 w Santa Monica i eksponowane pod koniec 2005 w galerii sztuki współczesnej w Mediolanie.
Latem 2005 Lucas Distribution, Inc. wydał Niebezpieczne związki Michaela Lucasa (Michael Lucas' Dangerous Liaisons), gdzie wystąpiły gwiazdy takie jak Boy George, Bruce Vilanch, Graham Norton, RuPaul, Lady Bunny, Amanda Lepore czy Michael Musto. Film zdobył 13 nominacji do branżowej nagrody GayVN Award.
Wspólnie z Yariven Mozerem zrealizował film dokumentalny Rozbierając Izrael. Geje w Ziemi Obiecanej (Undressing Israel: Gay Men in the Promised Land, 2012) i wspólnie ze Scottem Sternem – Campaign of Hate: Russia and Gay Propaganda (2014). W lipcu 2015 zajął szóste miejsce w rankingu 20minutos.es „Najbardziej seksowni aktorzy gejowskich filmów porno” (Los actores porno gay mas sexys).

## Kontrowersje
W marcu 2010 wygrał sprawę sądową rozpoczętą w lutym 2007 przez International Media Films (IMF), która stwierdziła, że film La Dolce Vita Lucasa naruszył prawa autorskie MFW do filmu Federico Felliniego Słodkie życie i powiązanych znaków towarowych.
Był wielokrotnie oskarżany przez innych aktorów pornograficznych o nękanie, oszukiwanie i wykorzystywanie, a także niepłacenie gaży.

### Poparcie dla rakiety użytej do zbombardowania Gazy
16 grudnia 2023 były zawodnik UFC/MMA Jake Shields zamieścił na Twitterze zdjęcie izraelskich rakiet, na których żołnierze IDF napisali swoje imię i nazwisko oraz nazwiska innych osób wypowiadających się przeciwko rzekomym zbrodniom wojennym IDF w Gazie. Lucas, który wówczas przebywał w Izraelu, odpowiedział na tweeta, załączając zdjęcie izraelskiej rakiety z podpisem „Od Michaela Lucasa do Gazy” i pisząc: Hahaha, właściwie poprosiłem o napisanie mojego imienia. Mam zdjęcie przed i po. Czy ty też je dostałeś? Niesamowita różnica. Lucas twierdził później, że jego przyjaciel, żołnierz IDF, napisała na bombie jego imię i nazwisko.
Lucas powiedział izraelskiemu kanałowi Ynet, że jego zdaniem bojkot wynikał z antysemityzmu, a nie – jak stwierdziło wielu krytyków – że rakieta prawdopodobnie zabije palestyńskich cywilów: „Jestem jedynym żydowskim właścicielem firmy dla dorosłych po stronie gejowskiej branży. Czy to przypadek, że jestem bojkotowany?”.
W artykule dla amerykańskiego magazynu żydowskiego Tablet Ross Anderson zastanawia się, czy propalestyńscy wykonawcy filmów dla dorosłych wykorzystują konflikt Izraela z Hamasem do zdobycia popularności i zdobycia nowych zwolenników. Tymczasem Anderson zwraca uwagę, że Lucas jest jedynym żydowskim właścicielem tradycyjnego studia dla dorosłych gejów, wyreżyserował i wyprodukował setki filmów oraz jest weteranem branży mającym miejsce w Galerii sław GayVN. Anderson zauważa dalej, że Lucas prowadzi swoją firmę, Lucas Entertainment, w „przedinfluencerskim modelu gospodarki pornograficznej”, pisząc, co następuje: „[Lucas kręci] filmy, do produkcji których potrzeba aktorów i ekipy. Jego komentarze sprawiły, że jego nazwisko jest bardziej znane – oczywiście nieumyślnie – ale tylko w takim stopniu, w jakim staje się notorycznym pariasem w branży pornograficznej ze względu na swoje stanowisko w sprawie Izraela.”.
24 grudnia 2023 gwiazda porno Sean Xavier, który wcześniej współpracował z Lucas Entertainment, napisał na X: Uważam, że [post] jest zarówno zasmucający, jak i naganny. Jeśli o to pytacie, nie będę już promować mojej pracy w tym studiu ani przyjmować przyszłych ofert współpracy z nimi. 

## Życie prywatne
Jest zadeklarowanym gejem. Osiedlił się w Nowym Jorku. Przyjaźni się z aktorami PJ DeBoyem oraz jego partnerem Paulem Dawsonem, bloggerem Andym Towle i fotografem Davidem Shankbone’em.

## Nagrody
| Rok  | Nagroda                         | Kategoria                                                  | Film                                     | Inni wykonawcy |
| ---- | ------------------------------- | ---------------------------------------------------------- | ---------------------------------------- | --- |
| 2001 | Grabby Award                    | Najlepsza nowy reżyser                                     | –                                        | – |
| 2001 | GayVN Award                     | Najlepsza występ solo                                      | Fire Island Cruising (2000)              | – |
| 2003 | Hard Choice Award               | Osobowość roku                                             | –                                        | – |
| 2003 | Hard Choice Award               | Najlepsze realizacje wideo                                 | Fire Island Cruising 3–4 (2003)          | – |
| 2003 | Hard Choice Award               | Najlepszy reżyser                                          | Fire Island Cruising 3–4 (2003)          | – |
| 2003 | Hard Choice Award               | Najlepsza scena seksu roku                                 | Apartments (2003)                        | Carlo Aguirre |
| 2004 | Hard Choice Award               | Osobowość roku                                             | –                                        | – |
| 2004 | Hard Choice Award               | Najlepsza scena seksu roku                                 | Fire Island Cruising 5 (2003)            | Rob Ramos |
| 2005 | Hard Choice Award               | Najlepszy reżyser                                          | Michael Lucas' Dangerous Liaisons (2005) | – |
| 2005 | Hard Choice Award               | Najlepszy film                                             | Michael Lucas' Dangerous Liaisons (2005) | – |
| 2007 | GayVN Award                     | Najlepszy aktor                                            | La Dolce Vita (2006)                     | – |
| 2007 | GayVN Award                     | Najlepszy trójkąt erotyczny                                | La Dolce Vita (2006)                     | Jason Ridge i Derrick Hanson |
| 2007 | GayVN Award                     | Najlepszy reżyser                                          | La Dolce Vita (2006)                     | Tony DiMarco |
| 2008 | European Gay Porn Awards (EGPA) | Najlepsza okładka filmu                                    | La Dolce Vita (2006)                     | – |
| 2008 | XBIZ Award                      | Najlepszy wykonawca GLBT                                   | –                                        | – |
| 2008 | XBIZ Award                      | Reżyser roku GLBT                                          | –                                        | Tony DiMarco |
| 2009 | GayVN                           | GayVN Hall of Fame                                         | –                                        | – |
| 2009 | XBIZ Award                      | Reżyser roku GLBT                                          | –                                        | – |
| 2009 | Hard Choice Award               | Najlepszy film (USA)                                       | Inside Israel (2009)                     | – |
| 2010 | JRL Gay Film Award              | Najlepszy film erotyczny roku                              | Inside Israel (2009)                     | – |
| 2010 | JRL Gay Film Award              | Najlepszy reżyser roku                                     | Wall Street (2009)                       | – |
| 2010 | JRL Gay Film Award              | Najlepsza wideografia roku                                 | Men of Israel (2009) z Mr. Pamem         | – |
| 2010 | HustlaBall Award                | Najlepszy aktyw (USA)                                      | –                                        | – |
| 2010 | HustlaBall Award                | Najlepsze studio (USA) Lucas Entertainment                 | –                                        | – |
| 2010 | HustlaBall Award                | Najlepsza strona internetowa studia LucasEntertainment.com | –                                        | – |
| 2010 | HustlaBall Award                | Najlepszy film                                             | Men of Israel (2009)                     | – |
| 2010 | Grabby Award                    | Najlepszy film międzynarodowy                              | Men of Israel (2009)                     | – |
| 2010 | TLA Gay Award                   | Niezbędny film roku                                        | Men of Israel (2009)                     | – |
| 2011 | Hard Choice Award               | Film dla miłośników tyłków z Mr. Pamem                     | Eye Contact (2011)                       | – |
| 2011 | TLA Gay Award                   | Reżyser roku                                               | –                                        | – |
| 2012 | Grabby Award                    | Najlepszy reżyser z Markiem MacNamerą i Mr. Pam            | Assassin (2011)                          | – |
| 2012 | Najlepszy film                  | –                                                          | Assassin (2011)                          | |
| 2012 | XBIZ Award                      | Film gejowski roku                                         | Assassin (2011)                          | – |
| 2012 | TLAGay Award                    | Obowiązkowy film roku                                      | Assassin (2011)                          | – |
| 2012 | HustlaBall Award                | Najlepsze studio internetowe Lucas Entertainment           | –                                        | – |
| 2012 | HustlaBall Award                | Najlepszy film                                             | Last Day (2012)                          | – |
| 2013 | Cybersocket Award               | Najlepszy producent treści Lucas Entertainment             | –                                        | – |
| 2015 | Cybersocket Web Award           | Nagroda doskonałości Lucas Entertainment                   | –                                        | – |
| 2016 | HustlaBall Award                | Specjalna nagroda honorowa                                 | –                                        | – |
| 2018 | Grabby Award                    | Grabby Wall of Fame                                        | –                                        | – |
| 2020 | Grabby Award                    | Najlepsza scena seksu grupowego                            | All-Star Orgy (2019)                     | Colton Grey, Dakota Payne, Edji DaSilva, Hunter Smith, Jeffrey Lloyd, JJ Knight, Manuel Skye, Max Arion, Max Avila, Allen King i Ruslan Angelo |
| 2021 | Grabby Award                    | Najlepszy reżyser wszystkich scen seksu                    | Daddy’s In Charge (2020)                 | – |

## Filmografia
| Rok  | Tytuł | Rola                        | Reżyser                            |
| ---- | --- | --------------------------- | ---------------------------------- |
| 1997 | Broadway Damage                                                                                                 | Marc                        | Victor Mignatti                    |
| 1998 | Will & Grace | Andy                        | Helmut Metzger                     |
| 1999 | Pop | Ed                          | Brian Johnson                      |
| 2001 | Keeping It Real: The Adventures of Greg Walloch (film dokumentalny)                                             | facet w barze               | Eli Kabillio                       |
| 2001 | Prawo i bezprawie – Deep Vote                                                                                   | Elliot Krasner              | Jace Alexander                     |
| 2004 | Prawo i bezprawie – odc. Paradigm                                                                               | Tim                         | Matthew Penn                       |
| 2006 | La Dolce Vita                                                                                                   | Max Todd                    | Tony DiMarco, Michael Lucas        |
| 2007 | Starrbooty | Alexi Popov                 | Mike Ruiz                          |
| 2008 | Sex Positive (film dokumentalny)                                                                                | w roli samego siebie        | Daryl Wein                         |
| 2008 | Why We Wax (film dokumentalny)                                                                                  | w roli samego siebie        | Amy Axelson, Kimberly M. Wetherell |
| 2008 | Another Gay Sequel: Gays Gone Wild                                                                              | chłopak dostarczający pizzę | Todd Stephens                      |
| 2012 | Rozbierając Izrael. Geje w Ziemi Obiecanej (Undressing Israel. Gay men in the Promised Land)(film dokumentalny) | w roli samego siebie        | Michael Lucas, Jariw Mozer         |
| 2013 | Mogło być gorzej                                                                                                |                             | Jody Hill                          |